# Jean Delay
Jean Delay (Bayona, 14 de noviembre de 1907 - París, 29 de mayo de 1987) fue un psiquiatra, neurólogo y escritor francés. Descubrió, junto con J. M. Harl y Pierre Deniker, este último también psiquiatra francés, que una dosis alta de clorpromazina reducía considerablemente la agitación y la agresividad en pacientes con síntomas de esquizofrenia.

## Primeros años
Hijo de Maurice Delay, cirujano y alcalde de Bayona, Jean Delay estudió psicología en París. Se recibió como internista de hospital a los 20 años; la enseñanza de Pierre Janet y de Georges Dumas marcó profundamente su vocación, que fue orientada hacia la psiquiatría. Él mismo fue analizado por Edouard Pichon pero luego de esta experiencia, no se mostró favorable hacia las tesis del psicoanálisis. Delay se especializó igualmente en neurología en el Hospital de la Pitié-Salpêtrière. Consagró su tesis de doctorado a la astereognosia en 1935. Empezó enseguida sus estudios de filosofía en la Sorbona y sustentó en 1942 una tesis de letras sobre las enfermedades de la memoria. 
Delay recibió formación en psiquiatría clínica gracias a Henri Ey en el Hospital Santa Ana. En esta institución fue nombrado titular de la sección de la clínica de enfermedades mentales en 1946. Desarrolló numerosos estudios clínicos y psicofarmacológicos, en particular sobre la clorpromazina, liderando futuros neurolépticos, estudiando los efectos sedantes sobre los estados de agitación en 1952 con J. M. Harl y P. Deniker. 

## Obra
En 1957 elaboró, con su asistente Pierre Deniker, una clasificación de las sustancias psicotrópicas, validada por el Congreso Mundial de Psiquiatría en 1961. En ella, distinguía las sustancias psicotrópicas en función de sus actividades sobre el sistema nervioso central. (Ver artículo detallado en francés Classification des psychotropes.)
Escritor talentoso, fue elegido miembro de la Academia francesa en 1959 y dejó sus estudios biográficos notables sobre la Juventud de André Gide (1956-1957) y sobre sus ancestros maternos en cuatro volúmenes de Avant-Mémoire (1979-1986). Su ensayo Psiquiatría y psicología de El inmoralista le hizo merecedor del Gran Premio de la crítica.

## Familia
Era padre de Florence Delay, miembro de la Academia Francesa, y de Claude Delay, novelista y psicoanalista.

## Honores
- Comandante de la Legión de Honor
- Comandante de la Orden de las Artes y las Letras
- Gran Oficial de la Orden Nacional del Mérito
- Comandante de la Orden de la Salud Pública